# تشارلي باسيت
تشارلي باسيت (بالإنجليزية: Charlie Bassett)‏ هو مهندس أمريكي، ولد في 30 أكتوبر 1847 في نيو بدفورد في الولايات المتحدة، وتوفي في 5 يناير 1896.